# تالیت

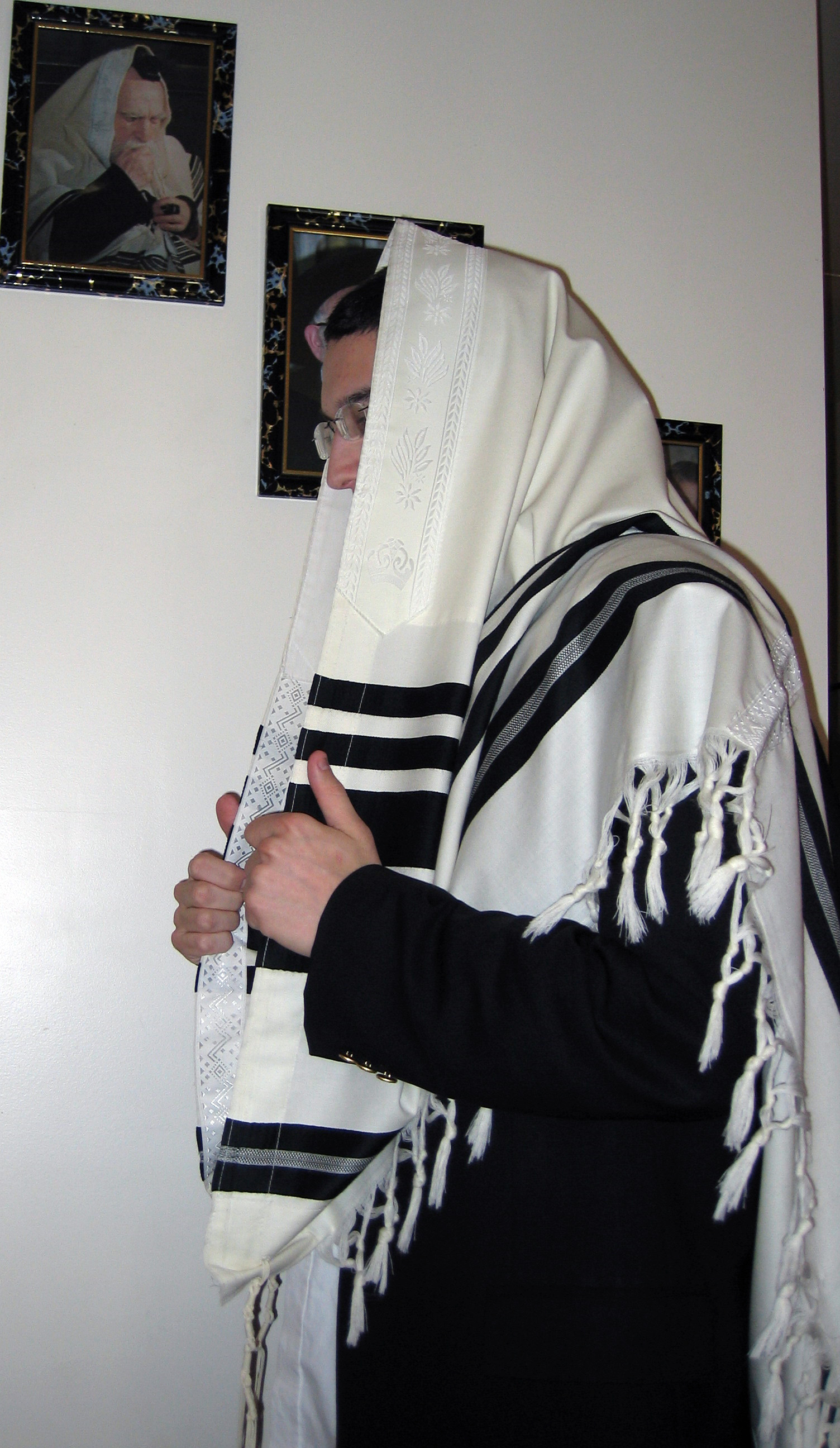
یک یهودی در حال نیایش که شال تالیت را بردوش دارد

تالیت یا تالِت (به عبری: טַלִּית) شالی است با زمینه سفید و نوارهایی سیاه، آبی یا به رنگ های دیگر که در زمان نیایش توسط یهودیان بر روی لباس های ویژه نماز یهودی پوشیده میشود.
گفته می‌شود طرح دو نوار آبی رنگ در دو سوی بالا و پایین پرچم اسراییل برگرفته از نوارهای شال تالیت است.